# Comuna Sânnicolau Român, Bihor
Sânnicolau Român este o comună în județul Bihor, Crișana, România, formată din satele Berechiu, Roit și Sânnicolau Român (reședința).

## Demografie
Componența etnică a comunei Sânnicolau Român
     Români (73,09%)
     Romi (19,13%)
     Alte etnii (1,02%)
     Necunoscută (6,75%)
Componența confesională a comunei Sânnicolau Român
     Ortodocși (85,7%)
     Penticostali (3,4%)
     Baptiști (1,62%)
     Alte religii (2,3%)
     Necunoscută (6,98%)
Conform recensământului efectuat în 2021, populația comunei Sânnicolau Român se ridică la 2.650 de locuitori, în creștere față de recensământul anterior din 2011, când fuseseră înregistrați 2.194 de locuitori. Majoritatea locuitorilor sunt români (73,09%), cu o minoritate de romi (19,13%), iar pentru 6,75% nu se cunoaște apartenența etnică. Din punct de vedere confesional, majoritatea locuitorilor sunt ortodocși (85,7%), cu minorități de penticostali (3,4%) și baptiști (1,62%), iar pentru 6,98% nu se cunoaște apartenența confesională.

## Politică și administrație
Comuna Sânnicolau Român este administrată de un primar și un consiliu local compus din 11 consilieri. Primarul, Dumitru-Marin Munge[*], de la Partidul Național Liberal, este în funcție din 2016. Începând cu alegerile locale din 2024, consiliul local are următoarea componență pe partide politice:
|  | Partid                       | Consilieri | Componența Consiliului | Componența Consiliului | Componența Consiliului | Componența Consiliului | Componența Consiliului | Componența Consiliului | Componența Consiliului |
|  | ---------------------------- | ---------- | ---------------------- | ---------------------- | ---------------------- | ---------------------- | ---------------------- | ---------------------- | ---------------------- |
|  | Partidul Național Liberal    | 7          |                        |                        |                        |                        |                        |                        |                        |
|  | Partidul Social Democrat     | 3          |                        |                        |                        |                        |                        |                        |                        |
|  | Partida Romilor „Pro Europa” | 1          |                        |                        |                        |                        |                        |                        |                        |

## Personalități născute aici
- Nicolae Jiga (1790 - 1870), filantrop;
- Claudiu Petrila (n. 2000), fotbalist.